# Панство (територія)
Панство (нім. Herrschaft, Herrlichkeit) — панське приватне землеволодіння у німецькій феодальній системі. Еквівалент французької «сеньйорії». Володіння короля або імператора в межах Священної Римської імперії.